# Emil von Borries
Emil Julius Ludwig Wilhelm von Borries (* 9. Juni 1859 in Niederweis in der Eifel; † 16. Juli 1922 in Meersburg am Bodensee) war ein deutscher Lokalhistoriker und Lehrer.

## Leben
Emil von Borries besuchte das Joachimsthalsche Gymnasium in Berlin und studierte von 1877 bis 1881 Geschichte, Geographie und Klassische Philologie an den Universitäten zu Berlin und Straßburg. Er wurde als Student Mitglied des Philologisch-Historischen Vereins Straßburg im Naumburger Kartellverband. Nach der Reifeprüfung (1882) war er im elsässischen Schuldienst tätig. Das Probejahr absolvierte er am Gymnasium in Metz und an der Realschule in Rappoltsweiler. Ostern 1883 wechselte von Borries an die Gewerbeschule in Mülhausen und im Herbst 1884 an die Neue Realschule in Straßburg, wo er seitdem unterrichtete.
In Straßburg beschäftigte sich von Borries ausführlich mit der Lokalgeschichte seit dem Altertum. Als deutscher Patriot legte er neben lokalhistorischen Studien auch Programmschriften zum Deutschtum in Elsass vor. Nach dem Ende des Ersten Weltkriegs wurde er, wie alle deutschen Staatsbürger, aus Straßburg ausgewiesen. Seinen Lebensabend verbrachte von Borries in Meersburg am Bodensee.

## Schriften (Auswahl)
- Das erste Stadium des i-Umlauts im Germanischen. Straßburg 1887 (Dissertation)
- Die Alamannenschlacht des Jahres 357 n. Chr. und ihre Örtlichkeit. Straßburg 1892 (Schulprogramm)
- Geschichte der Stadt Straßburg. Straßburg 1909
- Die Rolle des Elsasses und Lothringens in den Verhandlungen der Jahre 1814 und 1815. Straßburg 1914
- Herausgeberschaft: Deutsche Dichtung im Elsaß von 1815 bis 1870. Eine Auswahl. Straßburg 1916
- Die deutsche Seele des Elsass. Basel 1918
- Iulianos 26. In: Paulys Realencyclopädie der classischen Altertumswissenschaft (RE). Band X,1, Stuttgart 1918, Sp. 26–91.
- Wimpfeling und Murner im Kampf um die ältere Geschichte des Elsasses. Ein Beitrag zur Charakteristik des deutschen Frühhumanismus. Heidelberg 1926